# Margaret Hamerik
Margaret Elizabeth Hamerik (née Williams, à Columbia (Tennessee) le 13 décembre 1867- morte Copenhague le 30 octobre 1942) était une compositrice et pianiste américaine, mariée au compositeur danois Asger Hamerik. Avec son mari, elle s'établit à Copenhague en 1900 et y vécut jusqu'à sa mort.

## Biographie
Fille de Thomas Hamilton Williams (1843-1922) et de Anna Caroline White (1846-1910), Margaret Elisabeth Hamilton Williams entre à 17 ans au Peabody Conservatory of Music à Baltimore. Elle étudie principalement le piano mais aussi le violon et la théorie musicale. Asger Hamerik, directeur du Conservatoire était son professeur de théorie et ils se marièrent en 1894. Leur fils Ebbe Hamerik (1898-1951) est devenu un compositeur renommé et leurs filles Gerda Hamerik (1897-1974) et Valdis Hamerik (1903-1995) étaient chanteuses d'opéra.
Dans les années 1880-1990, Margaret Hamerik a composé notamment une ouverture, créée par le Peabody Conservatory Symphony Orchestra, un opéra Columbus en cinq actes sur un livret écrit par elle-même (opéra inachevé mais dont des extraits furent édités et joués en public), un quatuor à cordes en la majeur créé en 1891 et qui lui valut un premier prix en 1893 à New York, une sonate pour piano en do mineur, et diverses mélodies. L'ouverture lui apporta la rare distinction de Diploma for Distinguished Musicianship. Piotr Ilitch Tchaïkovski, de passage à Baltimore en 1891, admira les extraits de la partition de l'opéra Columbus qui avaient été publiés, et notamment l'introduction et le chœur des sirènes.
Margaret Hamerik eut également une brève carrière de concertiste, essentiellement dans son Tennessee natal. Après son mariage et son installation au Danemark, Margaret Hamerik arrêta de composer, tout comme d'ailleurs son mari, pour se consacrer à sa famille. La famille s'établit à Frederiksberg dans le sud de Copenhague.

## Littérature
- Valdis Hamerik, Derovrefra, 1975
- Kendte danske kvinder, KIM-nyt 27/1991
- Inge Bruland, Margaret Hamerik (1867-1942), Dansk Kvindebiografisk Leksikon